# 蔡欣宏
蔡欣宏（1990年4月24日—），是一名台灣前棒球選手，曾效力於中華職棒義大犀牛隊，守備位置為投手，生涯未上過一軍即遭到釋出，2016年曾到統一7-ELEVEn獅隊練習，但最終並未獲得留用。
就讀台灣體院時期曾被美國職棒芝加哥小熊隊相中，並以13萬美元的簽約金簽下，但後來體檢時發現右手長出骨刺，因此被小熊隊認定合約無效。

## 經歷
- 高雄縣忠孝國小少棒隊
- 高雄縣橋頭國中青少棒隊
- 嘉義縣東石高中青棒隊
- 台中市台灣體院棒球隊（富邦公牛）
- 中華職棒兄弟二軍借將（2009年）
- 台灣電力棒球隊（2013年～2014年）
- 中華職棒義大犀牛隊（2014年～2015年）
- 中華職棒統一7-ELEVEn獅隊隨隊練習（2016年）

## 外部連結
- 蔡欣宏在台灣棒球維基館上的頁面（繁體中文）
- 蔡欣宏在中華職棒官網 （中文）上的頁面